# Campionato del mondo endurance 2014
Il Campionato del Mondo Endurance 2014 è stata la terza edizione del campionato del mondo endurance. La serie è organizzata dalla FIA e dall'ACO. La serie è riservata a prototipi Le Mans e a vetture gran turismo preparate secondo le specifiche imposte dall'ACO. È iniziato il 20 aprile a Silverstone e terminato il 30 novembre a Interlagos, includendo anche l'82ª edizione della 24 Ore di Le Mans.

## Calendario
| Gara | Evento                            | Circuito                      | Sede                     | Data              |
| ---- | --------------------------------- | ----------------------------- | ------------------------ | ----------------- |
| 1    | 6 Ore di Silverstone              | Circuito di Silverstone       | Silverstone, Regno Unito | 20 aprile 2014    |
| 2    | 6 Ore di Spa-Francorchamps        | Circuito di Spa-Francorchamps | Stavelot, Belgio         | 3 maggio 2014     |
| 3    | 24 Ore di Le Mans                 | Circuit de la Sarthe          | Le Mans, Francia         | 14-15 giugno 2014 |
| 4    | 6 Ore del Circuito delle Americhe | Circuito delle Americhe       | Austin, Stati Uniti      | 20 settembre 2014 |
| 5    | 6 Ore del Fuji                    | Circuito del Fuji             | Oyama, Giappone          | 16 ottobre 2014   |
| 6    | 6 Ore di Shangai                  | Circuito di Shangai           | Shangai, Cina            | 2 novembre 2014   |
| 7    | 6 Ore del Bahrain                 | Circuito di Sakhir            | Sakhir, Bahrain          | 15 novembre 2014  |
| 8    | 6 Ore di San Paolo                | Circuito di Interlagos        | San Paolo, Brasile       | 30 novembre 2014  |

## Scuderie e piloti

### Classe LMP1-H
Riservata ai prototipi LMP1 con motore ibrido.
| Scuderia              | Telaio                  | Motore                 | Pneumatici | #  | Pilota             | Gare     |
| --------------------- | ----------------------- | ---------------------- | ---------- | -- | ------------------ | -------- |
| Audi Sport Team Joest | Audi R18 e-tron quattro | Audi 4.0 L TDI V6      | M          | 1  | Tom Kristensen     | Tutti    |
| Audi Sport Team Joest | Audi R18 e-tron quattro | Audi 4.0 L TDI V6      | M          | 1  | Lucas Di Grassi    | Tutti    |
| Audi Sport Team Joest | Audi R18 e-tron quattro | Audi 4.0 L TDI V6      | M          | 1  | Loïc Duval         | 1-2, 4-8 |
| Audi Sport Team Joest | Audi R18 e-tron quattro | Audi 4.0 L TDI V6      | M          | 1  | Marc Gené          | 3        |
| Audi Sport Team Joest | Audi R18 e-tron quattro | Audi 4.0 L TDI V6      | M          | 2  | André Lotterer     | Tutti    |
| Audi Sport Team Joest | Audi R18 e-tron quattro | Audi 4.0 L TDI V6      | M          | 2  | Benoît Tréluyer    | Tutti    |
| Audi Sport Team Joest | Audi R18 e-tron quattro | Audi 4.0 L TDI V6      | M          | 2  | Marcel Fässler     | Tutti    |
| Audi Sport Team Joest | Audi R18 e-tron quattro | Audi 4.0 L TDI V6      | M          | 3  | Marco Bonanomi     | 2-3      |
| Audi Sport Team Joest | Audi R18 e-tron quattro | Audi 4.0 L TDI V6      | M          | 3  | Filipe Albuquerque | 2-3      |
| Audi Sport Team Joest | Audi R18 e-tron quattro | Audi 4.0 L TDI V6      | M          | 3  | Oliver Jarvis      | 3        |
| Toyota Racing         | Toyota TS040 Hybrid     | Toyota 3.7 L V8        | M          | 7  | Alexander Wurz     | Tutti    |
| Toyota Racing         | Toyota TS040 Hybrid     | Toyota 3.7 L V8        | M          | 7  | Stéphane Sarrazin  | Tutti    |
| Toyota Racing         | Toyota TS040 Hybrid     | Toyota 3.7 L V8        | M          | 7  | Kazuki Nakajima    | 1-3, 5-6 |
| Toyota Racing         | Toyota TS040 Hybrid     | Toyota 3.7 L V8        | M          | 7  | Mike Conway        | 4, 7-8   |
| Toyota Racing         | Toyota TS040 Hybrid     | Toyota 3.7 L V8        | M          | 8  | Anthony Davidson   | Tutti    |
| Toyota Racing         | Toyota TS040 Hybrid     | Toyota 3.7 L V8        | M          | 8  | Sébastien Buemi    | Tutti    |
| Toyota Racing         | Toyota TS040 Hybrid     | Toyota 3.7 L V8        | M          | 8  | Nicolas Lapierre   | 1-4      |
| Porsche Team          | Porsche 919 Hybrid      | Porsche 2.0 L Turbo V4 | M          | 14 | Marc Lieb          | Tutti    |
| Porsche Team          | Porsche 919 Hybrid      | Porsche 2.0 L Turbo V4 | M          | 14 | Romain Dumas       | Tutti    |
| Porsche Team          | Porsche 919 Hybrid      | Porsche 2.0 L Turbo V4 | M          | 14 | Neel Jani          | Tutti    |
| Porsche Team          | Porsche 919 Hybrid      | Porsche 2.0 L Turbo V4 | M          | 20 | Timo Bernhard      | Tutti    |
| Porsche Team          | Porsche 919 Hybrid      | Porsche 2.0 L Turbo V4 | M          | 20 | Mark Webber        | Tutti    |
| Porsche Team          | Porsche 919 Hybrid      | Porsche 2.0 L Turbo V4 | M          | 20 | Brendon Hartley    | Tutti    |

### Classe LMP1-L
Riservata ai prototipi LMP1 senza motore ibrido.
| Scuderia         | Telaio          | Motore           | Pneumatici | #  | Pilota            | Gare    |
| ---------------- | --------------- | ---------------- | ---------- | -- | ----------------- | ------- |
| Lotus            | CLM P1/01       | AER P60 Turbo V6 | M          | 9  | James Rossiter    | 4-5     |
| Lotus            | CLM P1/01       | AER P60 Turbo V6 | M          | 9  | Cristophe Bouchut | 4-5     |
| Lotus            | CLM P1/01       | AER P60 Turbo V6 | M          | 9  | Lucas Auer        | 4, 6, 8 |
| Lotus            | CLM P1/01       | AER P60 Turbo V6 | M          | 9  | Pierre Kaffer     | 5-8     |
| Lotus            | CLM P1/01       | AER P60 Turbo V6 | M          | 9  | Simon Trummer     | 7       |
| Lotus            | CLM P1/01       | AER P60 Turbo V6 | M          | 9  | Nathanaël Berthon | 7       |
| Rebellion Racing | Rebellion R-One | AER P60 Turbo V6 | M          | 12 | Nicolas Prost     | Tutti   |
| Rebellion Racing | Rebellion R-One | AER P60 Turbo V6 | M          | 12 | Nick Heidfeld     | Tutti   |
| Rebellion Racing | Rebellion R-One | AER P60 Turbo V6 | M          | 12 | Mathias Beche     | Tutti   |
| Rebellion Racing | Rebellion R-One | AER P60 Turbo V6 | M          | 13 | Dominik Kraihamer | Tutti   |
| Rebellion Racing | Rebellion R-One | AER P60 Turbo V6 | M          | 13 | Andrea Belicchi   | Tutti   |
| Rebellion Racing | Rebellion R-One | AER P60 Turbo V6 | M          | 13 | Fabio Leimer      | Tutti   |

### Classe LMP2
| Scuderia       | Telaio                   | Motore                 | Pneumatici | #  | Pilota               | Gare     |
| -------------- | ------------------------ | ---------------------- | ---------- | -- | -------------------- | -------- |
| G-Drive Racing | Morgan LPM1 Ligier JS P2 | Nissan VK45DE 4.5 L V8 | M          | 26 | Roman Rusinov        | Tutti    |
| G-Drive Racing | Morgan LPM1 Ligier JS P2 | Nissan VK45DE 4.5 L V8 | M          | 26 | Olivier Pla          | Tutti    |
| G-Drive Racing | Morgan LPM1 Ligier JS P2 | Nissan VK45DE 4.5 L V8 | M          | 26 | Julien Canal         | Tutti    |
| SMP Racing     | Oreca 03                 | Nissan VK45DE 4.5 L V8 | M          | 27 | Sergey Zlobin        | Tutti    |
| SMP Racing     | Oreca 03                 | Nissan VK45DE 4.5 L V8 | M          | 27 | Maurizio Mediani     | 1-2, 4-8 |
| SMP Racing     | Oreca 03                 | Nissan VK45DE 4.5 L V8 | M          | 27 | Nicolas Minassian    | 1-2, 4-8 |
| SMP Racing     | Oreca 03                 | Nissan VK45DE 4.5 L V8 | M          | 27 | Anton Ladygin        | 3        |
| SMP Racing     | Oreca 03                 | Nissan VK45DE 4.5 L V8 | M          | 27 | Mika Salo            | 3        |
| SMP Racing     | Oreca 03                 | Nissan VK45DE 4.5 L V8 | M          | 37 | Kirill Ladygin       | 1-8      |
| SMP Racing     | Oreca 03                 | Nissan VK45DE 4.5 L V8 | M          | 37 | Viktor Shaytar       | 1-2, 4-8 |
| SMP Racing     | Oreca 03                 | Nissan VK45DE 4.5 L V8 | M          | 37 | Anton Ladygin        | 1-2, 4-8 |
| SMP Racing     | Oreca 03                 | Nissan VK45DE 4.5 L V8 | M          | 37 | Maurizio Mediani     | 3        |
| SMP Racing     | Oreca 03                 | Nissan VK45DE 4.5 L V8 | M          | 37 | Nicolas Minassian    | 3        |
| KCMG           | Oreca 03                 | Nissan VK45DE 4.5 L V8 | M          | 47 | Matthew Howson       | Tutti    |
| KCMG           | Oreca 03                 | Nissan VK45DE 4.5 L V8 | M          | 47 | Richard Bradley      | Tutti    |
| KCMG           | Oreca 03                 | Nissan VK45DE 4.5 L V8 | M          | 47 | Tsugio Matsuda       | 1, 4     |
| KCMG           | Oreca 03                 | Nissan VK45DE 4.5 L V8 | M          | 47 | Alexandre Imperatori | 2-3, 5-8 |

### Classe LMGTE Pro
| Scuderia             | Telaio                   | Motore                | Pneumatici | #  | Pilota               | Gare     |
| -------------------- | ------------------------ | --------------------- | ---------- | -- | -------------------- | -------- |
| AF Corse             | Ferrari 458 Italia GT2   | Ferrari 4.5 L V8      | M          | 51 | Gianmaria Bruni      | Tutti    |
| AF Corse             | Ferrari 458 Italia GT2   | Ferrari 4.5 L V8      | M          | 51 | Toni Vilander        | Tutti    |
| AF Corse             | Ferrari 458 Italia GT2   | Ferrari 4.5 L V8      | M          | 51 | Giancarlo Fisichella | 3        |
| AF Corse             | Ferrari 458 Italia GT2   | Ferrari 4.5 L V8      | M          | 71 | Davide Rigon         | Tutti    |
| AF Corse             | Ferrari 458 Italia GT2   | Ferrari 4.5 L V8      | M          | 71 | James Calado         | 1–2, 4–8 |
| AF Corse             | Ferrari 458 Italia GT2   | Ferrari 4.5 L V8      | M          | 71 | Olivier Beretta      | 3        |
| AF Corse             | Ferrari 458 Italia GT2   | Ferrari 4.5 L V8      | M          | 71 | Pierre Kaffer        | 3        |
| Ram Racing           | Ferrari 458 Italia GT2   | Ferrari 4.5 L V8      | M          | 52 | Matt Griffin         | 1, 3     |
| Ram Racing           | Ferrari 458 Italia GT2   | Ferrari 4.5 L V8      | M          | 52 | Álvaro Parente       | 1, 3     |
| Ram Racing           | Ferrari 458 Italia GT2   | Ferrari 4.5 L V8      | M          | 52 | Federico Leo         | 3        |
| Porsche Team Manthey | Porsche 911 RSR          | Porsche 4.0 L Flat-6  | M          | 91 | Jörg Bergmeister     | Tutti    |
| Porsche Team Manthey | Porsche 911 RSR          | Porsche 4.0 L Flat-6  | M          | 91 | Patrick Pilet        | 1–3      |
| Porsche Team Manthey | Porsche 911 RSR          | Porsche 4.0 L Flat-6  | M          | 91 | Nick Tandy           | 1, 3–4   |
| Porsche Team Manthey | Porsche 911 RSR          | Porsche 4.0 L Flat-6  | M          | 91 | Richard Lietz        | 5–8      |
| Porsche Team Manthey | Porsche 911 RSR          | Porsche 4.0 L Flat-6  | M          | 92 | Frédéric Makowiecki  | Tutti    |
| Porsche Team Manthey | Porsche 911 RSR          | Porsche 4.0 L Flat-6  | M          | 92 | Marco Holzer         | 1–3      |
| Porsche Team Manthey | Porsche 911 RSR          | Porsche 4.0 L Flat-6  | M          | 92 | Richard Lietz        | 1, 3     |
| Porsche Team Manthey | Porsche 911 RSR          | Porsche 4.0 L Flat-6  | M          | 92 | Patrick Pilet        | 4–8      |
| Aston Martin Racing  | Aston Martin Vantage GTE | Aston Martin 4.5 L V8 | M          | 97 | Darren Turner        | Tutti    |
| Aston Martin Racing  | Aston Martin Vantage GTE | Aston Martin 4.5 L V8 | M          | 97 | Stefan Mücke         | Tutti    |
| Aston Martin Racing  | Aston Martin Vantage GTE | Aston Martin 4.5 L V8 | M          | 97 | Bruno Senna          | 2–3      |
| Aston Martin Racing  | Aston Martin Vantage GTE | Aston Martin 4.5 L V8 | M          | 99 | Alex MacDowall       | Tutti    |
| Aston Martin Racing  | Aston Martin Vantage GTE | Aston Martin 4.5 L V8 | M          | 99 | Fernando Rees        | Tutti    |
| Aston Martin Racing  | Aston Martin Vantage GTE | Aston Martin 4.5 L V8 | M          | 99 | Darryl O'Young       | 1–6, 8   |
| Aston Martin Racing  | Aston Martin Vantage GTE | Aston Martin 4.5 L V8 | M          | 99 | Abdulaziz Al Faisal  | 7        |

### Classe LMGTE Am
| Scuderia             | Telaio                              | Motore                | Pneumatici | #  | Pilota                   | Gare         |
| -------------------- | ----------------------------------- | --------------------- | ---------- | -- | ------------------------ | ------------ |
| Ram Racing           | Ferrari 458 Italia GT2              | Ferrari 4.5 L V8      | M          | 53 | Johnny Mowlem            | 1, 3         |
| Ram Racing           | Ferrari 458 Italia GT2              | Ferrari 4.5 L V8      | M          | 53 | Ben Collins              | 1            |
| Ram Racing           | Ferrari 458 Italia GT2              | Ferrari 4.5 L V8      | M          | 53 | Mark Patterson           | 1, 3         |
| Ram Racing           | Ferrari 458 Italia GT2              | Ferrari 4.5 L V8      | M          | 53 | Archie Hamilton          | 3            |
| AF Corse             | Ferrari 458 Italia GT2              | Ferrari 4.5 L V8      | M          | 61 | Luís Pérez Companc       | 1–4          |
| AF Corse             | Ferrari 458 Italia GT2              | Ferrari 4.5 L V8      | M          | 61 | Marco Cioci              | 1–4          |
| AF Corse             | Ferrari 458 Italia GT2              | Ferrari 4.5 L V8      | M          | 61 | Mirko Venturi            | 1–4          |
| AF Corse             | Ferrari 458 Italia GT2              | Ferrari 4.5 L V8      | M          | 61 | Bret Curtis              | 5            |
| AF Corse             | Ferrari 458 Italia GT2              | Ferrari 4.5 L V8      | M          | 61 | Mike Skeen               | 5            |
| AF Corse             | Ferrari 458 Italia GT2              | Ferrari 4.5 L V8      | M          | 61 | Jeroen Bleekemolen       | 5            |
| AF Corse             | Ferrari 458 Italia GT2              | Ferrari 4.5 L V8      | M          | 61 | Alexander Talkanitsa Sr. | 7            |
| AF Corse             | Ferrari 458 Italia GT2              | Ferrari 4.5 L V8      | M          | 61 | Jeff Segal               | 7–8          |
| AF Corse             | Ferrari 458 Italia GT2              | Ferrari 4.5 L V8      | M          | 61 | Alessandro Pier Guidi    | 7–8          |
| AF Corse             | Ferrari 458 Italia GT2              | Ferrari 4.5 L V8      | M          | 61 | Emerson Fittipaldi       | 8            |
| AF Corse             | Ferrari 458 Italia GT2              | Ferrari 4.5 L V8      | M          | 81 | Stephen Wyatt            | 1–5, 7–8     |
| AF Corse             | Ferrari 458 Italia GT2              | Ferrari 4.5 L V8      | M          | 81 | Michele Rugolo           | 1–5, 7–8     |
| AF Corse             | Ferrari 458 Italia GT2              | Ferrari 4.5 L V8      | M          | 81 | Sam Bird                 | 1, 3         |
| AF Corse             | Ferrari 458 Italia GT2              | Ferrari 4.5 L V8      | M          | 81 | Andrea Bertolini         | 2, 4–5, 7–8  |
| Prospeed Competition | Porsche 911 GT3 RSR Porsche 911 RSR | Porsche 4.0 L Flat-6  | M          | 75 | François Perrodo         | Tutti        |
| Prospeed Competition | Porsche 911 GT3 RSR Porsche 911 RSR | Porsche 4.0 L Flat-6  | M          | 75 | Emmanuel Collard         | Tutti        |
| Prospeed Competition | Porsche 911 GT3 RSR Porsche 911 RSR | Porsche 4.0 L Flat-6  | M          | 75 | Matthieu Vaxivière       | 1–2, 4–8     |
| Prospeed Competition | Porsche 911 GT3 RSR Porsche 911 RSR | Porsche 4.0 L Flat-6  | M          | 75 | Markus Palttala          | 3            |
| Proton Competition   | Porsche 911 RSR                     | Porsche 4.0 L Flat-6  | M          | 88 | Christian Ried           | Tutti        |
| Proton Competition   | Porsche 911 RSR                     | Porsche 4.0 L Flat-6  | M          | 88 | Khaled Al Qubaisi        | Tutti        |
| Proton Competition   | Porsche 911 RSR                     | Porsche 4.0 L Flat-6  | M          | 88 | Klaus Bachler            | 1–5, 7–8     |
| Proton Competition   | Porsche 911 RSR                     | Porsche 4.0 L Flat-6  | M          | 88 | Wolf Henzler             | 6            |
| 8 Star Motorsports   | Ferrari 458 Italia GT2              | Ferrari 4.5 L V8      | M          | 90 | Gianluca Roda            | Tutti        |
| 8 Star Motorsports   | Ferrari 458 Italia GT2              | Ferrari 4.5 L V8      | M          | 90 | Paolo Ruberti            | Tutti        |
| 8 Star Motorsports   | Ferrari 458 Italia GT2              | Ferrari 4.5 L V8      | M          | 90 | Enzo Potolicchio         | 1–2          |
| 8 Star Motorsports   | Ferrari 458 Italia GT2              | Ferrari 4.5 L V8      | M          | 90 | Frankie Montecalvo       | 3            |
| 8 Star Motorsports   | Ferrari 458 Italia GT2              | Ferrari 4.5 L V8      | M          | 90 | Jeff Segal               | 4–5          |
| 8 Star Motorsports   | Ferrari 458 Italia GT2              | Ferrari 4.5 L V8      | M          | 90 | Matteo Cressoni          | 6–8          |
| Aston Martin Racing  | Aston Martin Vantage GTE            | Aston Martin 4.5 L V8 | M          | 95 | David Heinemeier Hansson | Tutti        |
| Aston Martin Racing  | Aston Martin Vantage GTE            | Aston Martin 4.5 L V8 | M          | 95 | Kristian Poulsen         | Tutti        |
| Aston Martin Racing  | Aston Martin Vantage GTE            | Aston Martin 4.5 L V8 | M          | 95 | Nicki Thiim              | 1, 3, 5, 7–8 |
| Aston Martin Racing  | Aston Martin Vantage GTE            | Aston Martin 4.5 L V8 | M          | 95 | Richie Stanaway          | 2, 4, 6      |
| Aston Martin Racing  | Aston Martin Vantage GTE            | Aston Martin 4.5 L V8 | M          | 98 | Paul Dalla Lana          | Tutti        |
| Aston Martin Racing  | Aston Martin Vantage GTE            | Aston Martin 4.5 L V8 | M          | 98 | Pedro Lamy               | Tutti        |
| Aston Martin Racing  | Aston Martin Vantage GTE            | Aston Martin 4.5 L V8 | M          | 98 | Christoffer Nygaard      | Tutti        |

## Risultati e classifiche

### Risultati
| Gara | Evento                            | Circuito          | Vincitori LMP1-H                                  | Vincitori LMP1-L                                | Vincitori LMP2                                      | Vincitori LMGTE Pro                                | Vincitori LMGTE Am                                    | Resoconto |
| ---- | --------------------------------- | ----------------- | ------------------------------------------------- | ----------------------------------------------- | --------------------------------------------------- | -------------------------------------------------- | ----------------------------------------------------- | --------- |
| 1    | 6 Ore di Silverstone              | Silverstone       | #8 Toyota Racing                                  | #12 Rebellion Racing                            | #26 G-Drive Racing                                  | #92 Porsche Team Manthey                           | #95 Aston Martin Racing                               | Resoconto |
| 1    | 6 Ore di Silverstone              | Silverstone       | Anthony Davidson Sébastien Buemi Nicolas Lapierre | Nicolas Prost Nick Heidfeld Mathias Beche       | Roman Rusinov Olivier Pla Julien Canal              | Frédéric Makowiecki Marco Holzer Richard Lietz     | David Heinemeier Hansson Kristian Poulsen Nicki Thiim | Resoconto |
| 2    | 6 Ore di Spa-Francorchamps        | Spa-Francorchamps | #8 Toyota Racing                                  | #12 Rebellion Racing                            | #26 G-Drive Racing                                  | #51 AF Corse                                       | #61 AF Corse                                          | Resoconto |
| 2    | 6 Ore di Spa-Francorchamps        | Spa-Francorchamps | Anthony Davidson Sébastien Buemi Nicolas Lapierre | Nicolas Prost Nick Heidfeld Mathias Beche       | Roman Rusinov Olivier Pla Julien Canal              | Gianmaria Bruni Toni Vilander                      | Luís Pérez Companc Marco Cioci Mirko Venturi          | Resoconto |
| 3    | 24 Ore di Le Mans                 | Sarthe            | #2 Audi Sport Team Joest                          | #12 Rebellion Racing                            | #27 SMP Racing                                      | #51 AF Corse                                       | #95 Aston Martin Racing                               | Resoconto |
| 3    | 24 Ore di Le Mans                 | Sarthe            | André Lotterer Benoît Tréluyer Marcel Fässler     | Nicolas Prost Nick Heidfeld Mathias Beche       | Sergey Zlobin Anton Ladygin Mika Salo               | Gianmaria Bruni Toni Vilander Giancarlo Fisichella | David Heinemeier Hansson Kristian Poulsen Nicki Thiim | Resoconto |
| 4    | 6 Ore del Circuito delle Americhe | Austin            | #2 Audi Sport Team Joest                          | #12 Rebellion Racing                            | #47 KCMG                                            | #97 Aston Martin Racing                            | #98 Aston Martin Racing                               | Resoconto |
| 4    | 6 Ore del Circuito delle Americhe | Austin            | André Lotterer Benoît Tréluyer Marcel Fässler     | Nicolas Prost Nick Heidfeld Mathias Beche       | Matthew Howson Richard Bradley Tsugio Matsuda       | Darren Turner Stefan Mücke                         | Paul Dalla Lana Pedro Lamy Christoffer Nygaard        | Resoconto |
| 5    | 6 Ore del Fuji                    | Fuji              | #8 Toyota Racing                                  | #13 Rebellion Racing                            | #26 G-Drive Racing                                  | #51 AF Corse                                       | #95 Aston Martin Racing                               | Resoconto |
| 5    | 6 Ore del Fuji                    | Fuji              | Anthony Davidson Sébastien Buemi                  | Dominik Kraihamer Andrea Belicchi Fabio Leimer  | Roman Rusinov Olivier Pla Julien Canal              | Gianmaria Bruni Toni Vilander                      | David Heinemeier Hansson Kristian Poulsen Nicki Thiim | Resoconto |
| 6    | 6 Ore di Shangai                  | Shangai           | #8 Toyota Racing                                  | #12 Rebellion Racing                            | #26 G-Drive Racing                                  | #92 Porsche Team Manthey                           | #98 Aston Martin Racing                               | Resoconto |
| 6    | 6 Ore di Shangai                  | Shangai           | Anthony Davidson Sébastien Buemi                  | Nicolas Prost Nick Heidfeld Mathias Beche       | Roman Rusinov Olivier Pla Julien Canal              | Frédéric Makowiecki Patrick Pilet                  | Paul Dalla Lana Pedro Lamy Christoffer Nygaard        | Resoconto |
| 7    | 6 Ore del Bahrain                 | Sakhir            | #7 Toyota Racing                                  | #13 Rebellion Racing                            | #47 KCMG                                            | #51 AF Corse                                       | #95 Aston Martin Racing                               | Resoconto |
| 7    | 6 Ore del Bahrain                 | Sakhir            | Alexander Wurz Stéphane Sarrazin Mike Conway      | Dominik Karihamer Andrea Bellicchi Fabio Leimer | Matthew Howson Richard Bradley Alexandre Imperatori | Gianmaria Bruni Toni Vilander                      | David Heinemeier Hansson Kristian Poulsen Nicki Thiim | Resoconto |
| 8    | 6 Ore di San Paolo                | Interlagos        | #14 Porsche Team                                  | #13 Rebellion Racing                            | #47 KCMG                                            | #97 Aston Martin Racing                            | #98 Aston Martin Racing                               | Resoconto |
| 8    | 6 Ore di San Paolo                | Interlagos        | Marc Lieb Romain Dumas Neel Jani                  | Dominik Kraihamer Andrea Bellicchi Fabio Leimer | Matthew Howson Richard Bradley Alexandre Imperatori | Darren Turner Stefan Mücke                         | Paul Dalla Lana Pedro Lamy Christoffer Nygaard        | Resoconto |

### Classifiche Piloti

#### Classifica Piloti LMP1-H
| Pos | Piloti            | Team                  | SIL | SPA | LMS | COA | FUJ | SHA | BHR | SÃO | Punti |
| --- | ----------------- | --------------------- | --- | --- | --- | --- | --- | --- | --- | --- | ----- |
| 1   | Anthony Davidson  | Toyota Racing         | 1   | 1   | 3   | 3   | 1   | 1   | 10  | 2   | 166   |
| 1   | Sébastien Buemi   | Toyota Racing         | 1   | 1   | 3   | 3   | 1   | 1   | 10  | 2   | 166   |
| 2   | André Lotterer    | Audi Sport Team Joest | Rit | 5   | 1   | 1   | 6   | 4   | 4   | 5   | 127   |
| 2   | Benoît Tréluyer   | Audi Sport Team Joest | Rit | 5   | 1   | 1   | 6   | 4   | 4   | 5   | 127   |
| 2   | Marcel Fässler    | Audi Sport Team Joest | Rit | 5   | 1   | 1   | 6   | 4   | 4   | 5   | 127   |
| 3   | Marc Lieb         | Porsche Team          | Rit | 4   | 5   | 4   | 4   | 3   | 2   | 1   | 117   |
| 3   | Romain Dumas      | Porsche Team          | Rit | 4   | 5   | 4   | 4   | 3   | 2   | 1   | 117   |
| 3   | Neel Jani         | Porsche Team          | Rit | 4   | 5   | 4   | 4   | 3   | 2   | 1   | 117   |
| 4   | Lucas di Grassi   | Audi Sport Team Joest | Rit | 2   | 2   | 2   | 5   | 5   | 5   | 3   | 117   |
| 4   | Tom Kristensen    | Audi Sport Team Joest | Rit | 2   | 2   | 2   | 5   | 5   | 5   | 3   | 117   |
| 5   | Alexander Wurz    | Toyota Racing         | 2   | 3   | Rit | 6   | 2   | 2   | 1   | 4   | 116   |
| 5   | Stéphane Sarrazin | Toyota Racing         | 2   | 3   | Rit | 6   | 2   | 2   | 1   | 4   | 116   |
| 6   | Nicolas Lapierre  | Toyota Racing         | 1   | 1   | 3   | 3   |     |     |     |     | 96    |
| 7   | Loïc Duval        | Audi Sport Team Joest | Rit | 2   | WD  | 2   | 5   | 5   | 5   | 3   | 81    |
| 8   | Kazuki Nakajima   | Toyota Racing         | 2   | 3   | Rit |     | 2   | 2   |     |     | 71    |
| 9   | Timo Bernhard     | Porsche Team          | 3   | 12  | NC  | 5   | 3   | 6   | 3   | Rit | 64.5  |
| 9   | Mark Webber       | Porsche Team          | 3   | 12  | NC  | 5   | 3   | 6   | 3   | Rit | 64.5  |
| 9   | Brendon Hartley   | Porsche Team          | 3   | 12  | NC  | 5   | 3   | 6   | 3   | Rit | 64.5  |
| 10  | Mathias Beche     | Rebellion Racing      | 4   | 7   | 4   | 7   | 12  | 7   | 7   | 8   | 64.5  |
| 10  | Nicolas Prost     | Rebellion Racing      | 4   | 7   | 4   | 7   | 12  | 7   | 7   | 8   | 64.5  |
| 10  | Nick Heidfeld     | Rebellion Racing      | 4   | 7   | 4   | 7   | 12  | 7   | 7   | 8   | 64.5  |
| 11  | Mike Conway       | Toyota Racing         |     |     |     | 6   |     |     | 1   | 4   | 45    |
| 12  | Marc Gené         | Audi Sport Team Joest |     |     | 2   |     |     |     |     |     | 36    |
| Pos | Piloti            | Team                  | SIL | SPA | LMS | COA | FUJ | SHA | BHR | SÃO | Punti |

| Colore  | Risultato             |
| ------- | --------------------- |
| Oro     | Vincitore             |
| Argento | 2º posto              |
| Bronzo  | 3º posto              |
| Verde   | Finito a punti        |
| Blu     | Finito senza punti    |
| Viola   | Ritirato (Rit)        |
| Viola   | Non classificato (NC) |
| Rosso   | Non qualificato (NQ)  |
| Nero    | Squalificato (SQ)     |
| Bianco  | Non partito (NP)      |
| Bianco  | Non ha gareggiato     |
| Bianco  | Infortunato (INF)     |
| Bianco  | Escluso (ES)          |
| Bianco  | Gara cancellata (C)   |

#### Classifica Piloti LMP1-L
| Pos | Piloti             | Team             | SIL | SPA | LMS | COA | FUJ | SHA | BHR | SÃO | Punti |
| --- | ------------------ | ---------------- | --- | --- | --- | --- | --- | --- | --- | --- | ----- |
| 1   | Mathias Beche      | Rebellion Racing | 1   | 1   | 1   | 1   | 2   | 1   | 2   | 2   | 204   |
| 1   | Nicolas Prost      | Rebellion Racing | 1   | 1   | 1   | 1   | 2   | 1   | 2   | 2   | 204   |
| 1   | Nick Heidfeld      | Rebellion Racing | 1   | 1   | 1   | 1   | 2   | 1   | 2   | 2   | 204   |
| 2   | Andrea Belicchi    | Rebellion Racing | Rit | Rit | Rit | Rit | 1   | 2   | 1   | 1   | 93    |
| 2   | Dominik Kraihamer  | Rebellion Racing | Rit | Rit | Rit | Rit | 1   | 2   | 1   | 1   | 93    |
| 2   | Fabio Leimer       | Rebellion Racing | Rit | Rit | Rit | Rit | 1   | 2   | 1   | 1   | 93    |
| 3   | Lucas Auer         | Lotus            |     |     |     | 2   |     | 3   |     | Rit | 33    |
| 4   | Christophe Bouchut | Lotus            |     |     |     | 2   | Rit |     |     |     | 18    |
| 4   | James Rossiter     | Lotus            |     |     |     | 2   | Rit |     |     |     | 18    |
| 5   | Pierre Kaffer      | Lotus            |     |     |     |     | Rit | 3   | Rit | Rit | 15    |
| Pos | Piloti             | Team             | SIL | SPA | LMS | COA | FUJ | SHA | BHR | SÃO | Punti |

#### Classifica Piloti LMP2
| Pos | Piloti               | Team           | SIL | SPA | LMS | COA | FUJ | SHA | BHR | SÃO | Punti |
| --- | -------------------- | -------------- | --- | --- | --- | --- | --- | --- | --- | --- | ----- |
| 1   | Sergey Zlobin        | SMP Racing     | 3   | 4   | 1   | 2   | 3   | 2   | Rit | 2   | 146   |
| 2   | Olivier Pla          | G-Drive Racing | 1   | 1   | Rit | 3   | 1   | 1   | 3   | Rit | 137   |
| 2   | Julien Canal         | G-Drive Racing | 1   | 1   | Rit | 3   | 1   | 1   | 3   | Rit | 137   |
| 2   | Roman Rusinov        | G-Drive Racing | 1   | 1   | Rit | 3   | 1   | 1   | 3   | Rit | 137   |
| 3   | Matthew Howson       | KCMG           | 2   | 2   | Rit | 1   | 2   | Rit | 1   | 1   | 130   |
| 3   | Richard Bradley      | KCMG           | 2   | 2   | Rit | 1   | 2   | Rit | 1   | 1   | 130   |
| 4   | Anton Ladygin        | SMP Racing     | Rit | 3   | 1   | Rit | 4   | 3   | 2   | Rit | 110   |
| 5   | Nicolas Minassian    | SMP Racing     | 3   | 4   | Rit | 2   | 3   | 2   | Rit | 2   | 96    |
| 5   | Maurizio Mediani     | SMP Racing     | 3   | 4   | Rit | 2   | 3   | 2   | Rit | 2   | 96    |
| 6   | Alexandre Imperatori | KCMG           |     | 2   | Rit |     | 2   | Rit | 1   | 1   | 87    |
| 7   | Kirill Ladygin       | SMP Racing     | Rit | 3   | Rit | Rit | 4   | 3   | 2   | Rit | 60    |
| 7   | Viktor Shaytar       | SMP Racing     | Rit | 3   |     | Rit | 4   | 3   | 2   | Rit | 60    |
| 8   | Mika Salo            | SMP Racing     |     |     | 1   |     |     |     |     |     | 50    |
| 9   | Tsugio Matsuda       | KCMG           | 2   |     |     | 1   |     |     |     |     | 43    |
| Pos | Piloti               | Team           | SIL | SPA | LMS | COA | FUJ | SHA | BHR | SÃO | Punti |

#### Classifica Piloti GT
| Pos | Piloti                   | Team                 | SIL | SPA | LMS | COA | FUJ | SHA | BHR | SÃO | Punti |
| --- | ------------------------ | -------------------- | --- | --- | --- | --- | --- | --- | --- | --- | ----- |
| 1   | Gianmaria Bruni          | AF Corse             | 4   | 1   | 1   | 3   | 1   | Rit | 1   | 4   | 168   |
| 1   | Toni Vilander            | AF Corse             | 4   | 1   | 1   | 3   | 1   | Rit | 1   | 4   | 168   |
| 2   | Frédéric Makowiecki      | Porsche Team Manthey | 1   | 9   | 2   | 2   | 11  | 1   | 5   | 2   | 134.5 |
| 3   | Richard Lietz            | Porsche Team Manthey | 1   |     | 2   |     | 4   | 2   | 4   | 6   | 111   |
| 4   | Patrick Pilet            | Porsche Team Manthey | 2   | 2   | 11  | 2   | 11  | 1   | 5   | 2   | 108.5 |
| 5   | Darren Turner            | Aston Martin Racing  | 3   | 4   | 10  | 1   | 9   | Rit | 2   | 1   | 102   |
| 5   | Stefan Mücke             | Aston Martin Racing  | 3   | 4   | 10  | 1   | 9   | Rit | 2   | 1   | 102   |
| 6   | Jörg Bergmeister         | Porsche Team Manthey | 2   | 2   | 11  | 4   | 4   | 2   | 4   | 6   | 99    |
| 7   | Davide Rigon             | AF Corse             | 5   | 3   | Rit | 7   | 2   | 3   | 3   | 3   | 94    |
| 7   | James Calado             | AF Corse             | 5   | 3   | WD  | 7   | 2   | 3   | 3   | 3   | 94    |
| 8   | Kristian Poulsen         | Aston Martin Racing  | 8   | 7   | 3   | 6   | 5   | 6   | 6   | 8   | 78    |
| 8   | David Heinemeier Hansson | Aston Martin Racing  | 8   | 7   | 3   | 6   | 5   | 6   | 6   | 8   | 78    |
| 9   | Marco Holzer             | Porsche Team Manthey | 1   | 9   | 2   |     |     |     |     |     | 63    |
| 10  | Nicki Thiim              | Aston Martin Racing  | 8   |     | 3   |     | 5   |     | 6   | 8   | 56    |
| 11  | Christoffer Nygaard      | Aston Martin Racing  | 9   | 8   | 7   | 5   | 6   | 5   | 8   | 7   | 56    |
| 11  | Pedro Lamy               | Aston Martin Racing  | 9   | 8   | 7   | 5   | 6   | 5   | 8   | 7   | 56    |
| 11  | Paul Dalla Lana          | Aston Martin Racing  | 9   | 8   | 7   | 5   | 6   | 5   | 8   | 7   | 56    |
| 12  | Alex MacDowall           | Aston Martin Racing  | 7   | 5   | WD  | 10  | 3   | 4   | 12  | 5   | 55.5  |
| 12  | Fernando Rees            | Aston Martin Racing  | 7   | 5   | WD  | 10  | 3   | 4   | 12  | 5   | 55.5  |
| Pos | Piloti                   | Team                 | SIL | SPA | LMS | COA | FUJ | SHA | BHR | SÃO | Punti |

#### Classifica Piloti LMGTE Am
| Pos | Piloti                   | Team                | SIL | SPA | LMS | COA | FUJ | SHA | BHR | SÃO | Punti |
| --- | ------------------------ | ------------------- | --- | --- | --- | --- | --- | --- | --- | --- | ----- |
| 1   | Kristian Poulsen         | Aston Martin Racing | 1   | 2   | 1   | 2   | 1   | 2   | 1   | 2   | 198   |
| 1   | David Heinemeier Hansson | Aston Martin Racing | 1   | 2   | 1   | 2   | 1   | 2   | 1   | 2   | 198   |
| 2   | Christoffer Nygaard      | Aston Martin Racing | 2   | 3   | 5   | 1   | 2   | 1   | 3   | 1   | 164   |
| 2   | Pedro Lamy               | Aston Martin Racing | 2   | 3   | 5   | 1   | 2   | 1   | 3   | 1   | 164   |
| 2   | Paul Dalla Lana          | Aston Martin Racing | 2   | 3   | 5   | 1   | 2   | 1   | 3   | 1   | 164   |
| 3   | Nicki Thiim              | Aston Martin Racing | 1   |     | 1   |     | 1   |     | 1   | 2   | 144   |
| 4   | Christian Ried           | Proton Competition  | 4   | 4   | 2   | 3   | 4   | 5   | 4   | 4   | 121   |
| 4   | Khaled Al Qubaisi        | Proton Competition  | 4   | 4   | 2   | 3   | 4   | 5   | 4   | 4   | 121   |
| 5   | Klaus Bachler            | Proton Competition  | 4   | 4   | 2   | 3   | 4   |     | 4   | 4   | 111   |
| 6   | Luís Pérez Companc       | AF Corse            | 6   | 1   | 3   | 4   |     |     |     |     | 76    |
| 6   | Marco Cioci              | AF Corse            | 6   | 1   | 3   | 4   |     |     |     |     | 76    |
| 6   | Mirko Venturi            | AF Corse            | 6   | 1   | 3   | 4   |     |     |     |     | 76    |
| 7   | Stephen Wyatt            | AF Corse            | 3   | 5   | Rit | 6   | Rit |     | 2   | 3   | 68    |
| 7   | Michele Rugolo           | AF Corse            | 3   | 5   | Rit | 6   | Rit |     | 2   | 3   | 68    |
| Pos | Piloti                   | Team                | SIL | SPA | LMS | COA | FUJ | SHA | BHR | SÃO | Punti |

### Classifiche Costruttori

#### Costruttori LMP1-H
| Pos | Costruttore | SIL | SPA | LMS | COA | FUJ | SHA | BHR | SÃO | Punti |
| --- | ----------- | --- | --- | --- | --- | --- | --- | --- | --- | ----- |
| 1   | Toyota      | 1   | 1   | 3   | 3   | 1   | 1   | 1   | 2   | 289   |
| 1   | Toyota      | 2   | 3   | Rit | 6   | 2   | 2   | 6   | 4   | 289   |
| 2   | Audi        | Rit | 2   | 1   | 1   | 5   | 4   | 4   | 3   | 244   |
| 2   | Audi        | Rit | 5   | 2   | 2   | 6   | 5   | 5   | 5   | 244   |
| 3   | Porsche     | 3   | 4   | 4   | 4   | 3   | 3   | 2   | 1   | 193   |
| 3   | Porsche     | Rit | 6   | NC  | 5   | 4   | 6   | 3   | Rit | 193   |
| Pos | Costruttore | SIL | SPA | LMS | COA | FUJ | SHA | BHR | SÃO | Punti |

#### Costruttori GT
| Pos | Costruttore  | SIL | SPA | LMS | COA | FUJ | SHA | BHR | SÃO | Punti |
| --- | ------------ | --- | --- | --- | --- | --- | --- | --- | --- | ----- |
| 1   | Ferrari      | 4   | 1   | 1   | 3   | 1   | 3   | 1   | 3   | 288   |
| 1   | Ferrari      | 5   | 3   | 5   | 7   | 2   | 7   | 3   | 4   | 288   |
| 2   | Porsche      | 1   | 2   | 2   | 2   | 4   | 1   | 4   | 2   | 262   |
| 2   | Porsche      | 2   | 9   | 4   | 4   | 7   | 2   | 5   | 6   | 262   |
| 3   | Aston Martin | 3   | 4   | 3   | 1   | 3   | 4   | 2   | 1   | 232   |
| 3   | Aston Martin | 7   | 5   | 7   | 5   | 5   | 5   | 6   | 5   | 232   |
| Pos | Costruttore  | SIL | SPA | LMS | COA | FUJ | SHA | BHR | SÃO | Punti |

### Classifiche Team

#### Team LMP1-L
| Pos | #  | Team             | SIL | SPA | LMS | COA | FUJ | SHA | BHR | SÃO | Punti |
| --- | -- | ---------------- | --- | --- | --- | --- | --- | --- | --- | --- | ----- |
| 1   | 12 | Rebellion Racing | 1   | 1   | 1   | 1   | 2   | 1   | 2   | 2   | 204   |
| 2   | 13 | Rebellion Racing | Rit | Rit | Rit | Rit | 1   | 2   | 1   | 1   | 93    |
| 3   | 9  | Lotus            |     |     |     | 2   | Rit | 3   | Rit | Rit | 33    |
| Pos | #  | Team             | SIL | SPA | LMS | COA | FUJ | SHA | BHR | SÃO | Punti |

#### Team LMP2
| Pos | #  | Team           | SIL | SPA | LMS | COA | FUJ | SHA | BHR | SÃO | Punti |
| --- | -- | -------------- | --- | --- | --- | --- | --- | --- | --- | --- | ----- |
| 1   | 27 | SMP Racing     | 3   | 4   | 1   | 2   | 3   | 2   | Rit | 2   | 146   |
| 2   | 26 | G-Drive Racing | 1   | 1   | Rit | 3   | 1   | 1   | 3   | Rit | 137   |
| 3   | 47 | KCMG           | 2   | 2   | Rit | 1   | 2   | Rit | 1   | 1   | 130   |
| Pos | #  | Team           | SIL | SPA | LMS | COA | FUJ | SHA | BHR | SÃO | Punti |

#### Team LMGTE Pro
| Pos | #  | Team                 | SIL | SPA | LMS | COA | FUJ | SHA | BHR | SÃO | Punti |
| --- | -- | -------------------- | --- | --- | --- | --- | --- | --- | --- | --- | ----- |
| 1   | 51 | AF Corse             | 4   | 1   | 1   | 3   | 1   | Rit | 1   | 4   | 168   |
| 2   | 92 | Porsche Team Manthey | 1   | 6   | 2   | 2   | 6   | 1   | 5   | 2   | 148   |
| 3   | 97 | Aston Martin Racing  | 3   | 4   | 3   | 1   | 5   | Rit | 2   | 1   | 138   |
| 4   | 91 | Porsche Team Manthey | 2   | 2   | 4   | 4   | 4   | 2   | 4   | 6   | 122   |
| 5   | 71 | AF Corse             | 5   | 3   | Rit | 5   | 2   | 3   | 3   | 3   | 98    |
| 6   | 99 | Aston Martin Racing  | 7   | 5   | WD  | 6   | 3   | 4   | 6   | 5   | 70    |
| 7   | 52 | Ram Racing           | 6   |     | Rit |     |     |     |     |     | 8     |
| Pos | #  | Team                 | SIL | SPA | LMS | COA | FUJ | SHA | BHR | SÃO | Punti |

#### Team LMGTE Am
| Pos | #  | Team                 | SIL | SPA | LMS | COA | FUJ | SHA | BHR | SÃO | Punti |
| --- | -- | -------------------- | --- | --- | --- | --- | --- | --- | --- | --- | ----- |
| 1   | 95 | Aston Martin Racing  | 1   | 2   | 1   | 2   | 1   | 2   | 1   | 2   | 198   |
| 2   | 98 | Aston Martin Racing  | 2   | 3   | 5   | 1   | 2   | 1   | 3   | 1   | 164   |
| 3   | 88 | Proton Competition   | 4   | 4   | 2   | 3   | 4   | 5   | 4   | 4   | 121   |
| 4   | 61 | AF Corse             | 6   | 1   | 3   | 4   | 5   |     | 6   | 6   | 102   |
| 5   | 81 | AF Corse             | 3   | 5   | Rit | 6   | Rit |     | 2   | 3   | 68    |
| 6   | 90 | 8 Star Motorsports   | Rit | 7   | 4   | 5   | Rit | 3   | 5   | Rit | 65    |
| 7   | 75 | Prospeed Competition | Rit | 6   | Rit | 7   | 3   | 4   | 7   | 5   | 58    |
| 8   | 53 | Ram Racing           | 5   |     | 6   |     |     |     |     |     | 26    |
| Pos | #  | Team                 | SIL | SPA | LMS | COA | FUJ | SHA | BHR | SÃO | Punti |